# Carel Struycken
Carel Struycken (ur. 30 lipca 1948 w Hadze) – holenderski aktor teatralny, filmowy i telewizyjny, fotograf. Wystąpił w roli lokaja Lurcha w komediach Barry’ego Sonnenfelda: Rodzina Addamsów (1991) i Rodzina Addamsów II (1993).

## Życiorys
Urodził się w Hadze, ale kiedy miał cztery lata, jego rodzina przeniosła się na Curaçao na Karaibach. W wieku 15 lat skomponował kilka melodii do walca. W wieku 16 lat powrócił do Holandii i studiował w szkole filmowej w Amsterdamie. Następnie przez rok kontynuował studia w American Film Institute w Los Angeles.
Stał się rozpoznawalny z występów w filmach takich jak Ewoki: Bitwa o Endor (1985) jako król Terak, Czarownice z Eastwick jako Fidel oraz Rodzina Addamsów (1991) i Rodzina Addamsów II (1993) w roli lokaja Lurcha.
Żonaty, ma dwoje dzieci i mieszka w Los Angeles. Jest wegetarianinem i cierpi na akromegalię, chorobę spowodowaną nadmiernym wydzielaniem hormonu wzrostu – mierzy 213 cm.

## Filmografia

### Filmy
| Rok  | Tytuł                                                                         | Rola                            | Reżyser                |
| ---- | ----------------------------------------------------------------------------- | ------------------------------- | ---------------------- |
| 1978 | Klub samotnych serc sierżanta Pieprza (Sgt. Pepper’s Lonely Hearts Club Band) | brutal                          | Michael Schultz        |
| 1980 | Umrzeć ze śmiechu (Die Laughing)                                              | Gregor Gigant                   | Robby Benson           |
| 1980 | Go West, Young Man                                                            | dr Struycken                    | Urs Egger              |
| 1984 | The Prey                                                                      | Monster                         | Edwin Brown            |
| 1985 | Ewoki: Bitwa o Endor (Ewoks: The Battle for Endor, TV)                        | Terak                           | Jim Wheat, Ken Wheat   |
| 1987 | Czarownice z Eastwick (The Witches of Eastwick)                               | Fidel                           | George Miller          |
| 1988 | Night of the Kickfighters                                                     | Ponti                           | Buddy Reyes            |
| 1990 | Wrobieni (Framed, TV)                                                         | Jinx                            | Dean Parisot           |
| 1991 | Słudzy ciemności (Servants of Twilight)                                       | Kyle Barlow                     | Jeffrey Obrow          |
| 1991 | Rodzina Addamsów (The Addams Family)                                          | lokaj Lurch                     | Barry Sonnenfeld       |
| 1993 | Podróż do wnętrza Ziemi (Journey to the Center of the Earth, TV)              | Dallas                          | William Dear           |
| 1993 | Rodzina Addamsów II (Addams Family Values)                                    | lokaj Lurch                     | Barry Sonnenfeld       |
| 1994 | Miasteczko Oblivion (Oblivion)                                                | Pan Gaunt                       | Sam Irvin              |
| 1995 | Taniec hula w świetle księżyca (Under the Hula Moon)                          | Clyde                           | Jeff Celentano         |
| 1995 | Out There (TV)                                                                | Pan Burke                       | Sam Irvin              |
| 1996 | Miasteczko Oblivion 2 (Oblivion 2: Backlash)                                  | Pan Gaunt                       | Sam Irvin              |
| 1997 | Faceci w czerni (Men in Black)                                                | Arquillian                      | Barry Sonnenfeld       |
| 1998 | W dniu mojej śmierci ocknąłem się wcześnie (I Woke Up Early The Day I Died)   | właściciel zakładu pogrzebowego | Aris Iliopulos         |
| 1998 | Rodzina Addamsów: Zjazd rodzinny (Addams Family Reunion, TV)                  | lokaj Lurch                     | Dave Payne             |
| 1999 | Śmiertelna rozgrywka (Enemy Action)                                           | Eyepatch                        | Brian Katkin           |
| 2000 | Tinnef (film krótkometrażowy wideo)                                           | Kran                            | Jasper van Hecke       |
| 2001 | The Vampire Hunters Club (film krótkometrażowy wideo)                         | gość wampir                     | Donald F. Glut         |
| 2002 | Science Fiction                                                               | dziwny człowiek                 | Danny Deprez           |
| 2002 | Fatal Kiss (TV)                                                               | Mortician                       | Jeff Rector            |
| 2003 | The War of the Starfighters                                                   | głos                            | Laurie Calvert         |
| 2004 | Grafika (Agavé)                                                               | J.C. / kowboj                   | Randy Walker           |
| 2005 | The Fallen Ones (TV)                                                          | ksiądz                          | Kevin VanHook          |
| 2007 | Wampirowo (Revamped)                                                          | Pan Vincent                     | Jeff Rector            |
| 2008 | Sinterklaas en het Geheim van het Grote Boek                                  | dr Ferdinand                    | Martijn van Nellestijn |
| 2014 | Trophy Heads                                                                  | brat Humphrey                   | Charles Band           |
| 2016 | Another Brick in the Wall                                                     | Roy                             | Kyle Misak             |
| 2017 | Gra Geralda (Gerald’s Game)                                                   | potwór                          | Mike Flanagan          |
| 2019 | Doktor Sen (Doctor Sleep)                                                     | Grandpa Flick                   | Mike Flanagan          |

### Seriale telewizyjne
| Rok       | Tytuł                                                          | Rola                              | Uwagi                                                              |
| --------- | -------------------------------------------------------------- | --------------------------------- | ------------------------------------------------------------------ |
| 1987      | Detektyw Hunter (Hunter)                                       | właściciel sklepu okultystycznego | sezon 4, odc.: „City of Passion: Part 1” „City of Passion: Part 2” |
| 1988      | St. Elsewhere                                                  | olbrzym                           | sezon 6, odc.: „Fairytale Theater”                                 |
| 1990–1991 | Miasteczko Twin Peaks (Twin Peaks)                             | Olbrzym                           |                                                                    |
| 1987–1992 | Star Trek: Następne pokolenie (Star Trek: The Next Generation) | Pan Homn                          | 5 odcinków                                                         |
| 1994      | Babilon 5 (Babylon 5)                                          | handlarz                          | sezon 2, odc.: „Soul Mates”                                        |
| 1996      | Star Trek: Voyager                                             | widmo                             | sezon 2, odc.: „The Thaw”                                          |
| 2002      | Czarodziejki (Charmed)                                         | wysoki mężczyzna                  | sezon 4, odc.: „Womb Raider”                                       |
| 2006      | Na imię mi Earl (My Name Is Earl)                              | Paul                              | sezon 2, odc.: „Sticks & Stones”                                   |
| 2010      | Dowody zbrodni (Cold Case)                                     | Lester „Gargantuan” Smith         | sezon 7, odc. 14 – „Metamorphisis”                                 |
| 2014      | Czarna lista (The Blacklist)                                   | Matthew Kincaid                   | sezon 2, odc. 6 – „The Mombasa Cartel (No. 114)”                   |
| 2017      | Twin Peaks: The Return                                         | strażak                           | olbrzym                                                            |
| 2018      | Two Minutes to Midnight                                        | Shire                             |                                                                    |

### Teledyski
| Rok  | Tytuł           | Wykonawca      |
| ---- | --------------- | -------------- |
| 1983 | „Mexican Radio” | Wall of Voodoo |
| 1996 | „A.D.I.D.A.S.”  | Korn           |